# Tipuliforma triangulalis
Tipuliforma triangulalis là một loài bướm đêm trong họ Crambidae.